# Tehachapi (Califòrnia)
Tehachapi és una població dels Estats Units a l'estat de Califòrnia. Segons el cens de l'est. 2007 tenia 12.077 habitants.

## Demografia
Segons el cens del 2000, Tehachapi tenia 10.957 habitants, 2.533 habitatges, i 1.709 famílies. La densitat de població era de 441,6 habitants/km².
Dels 2.533 habitatges en un 35,6% hi vivien nens de menys de 18 anys, en un 47,5% hi vivien parelles casades, en un 14,3% dones solteres, i en un 32,5% no eren unitats familiars. En el 28,8% dels habitatges hi vivien persones soles el 13,5% de les quals corresponia a persones de 65 anys o més que vivien soles. El nombre mitjà de persones vivint en cada habitatge era de 2,59 i el nombre mitjà de persones que vivien en cada família era de 3,19.
Per edats la població es repartia de la següent manera: un 18,5% tenia menys de 18 anys, un 12,9% entre 18 i 24, un 42,7% entre 25 i 44, un 16,5% de 45 a 60 i un 9,4% 65 anys o més.
L'edat mediana era de 33 anys. Per cada 100 dones de 18 o més anys hi havia 270 homes.
La renda mediana per habitatge era de 29.208 $ i la renda mediana per família de 40.030 $. Els homes tenien una renda mediana de 50.446 $ mentre que les dones 26.023 $. La renda per capita de la població era de 18.220 $. Entorn del 17,4% de les famílies i el 20,4% de la població estaven per davall del llindar de pobresa.

## Poblacions més properes
El següent diagrama mostra les poblacions més properes.